# 2016-os krakkói Ifjúsági Világtalálkozó

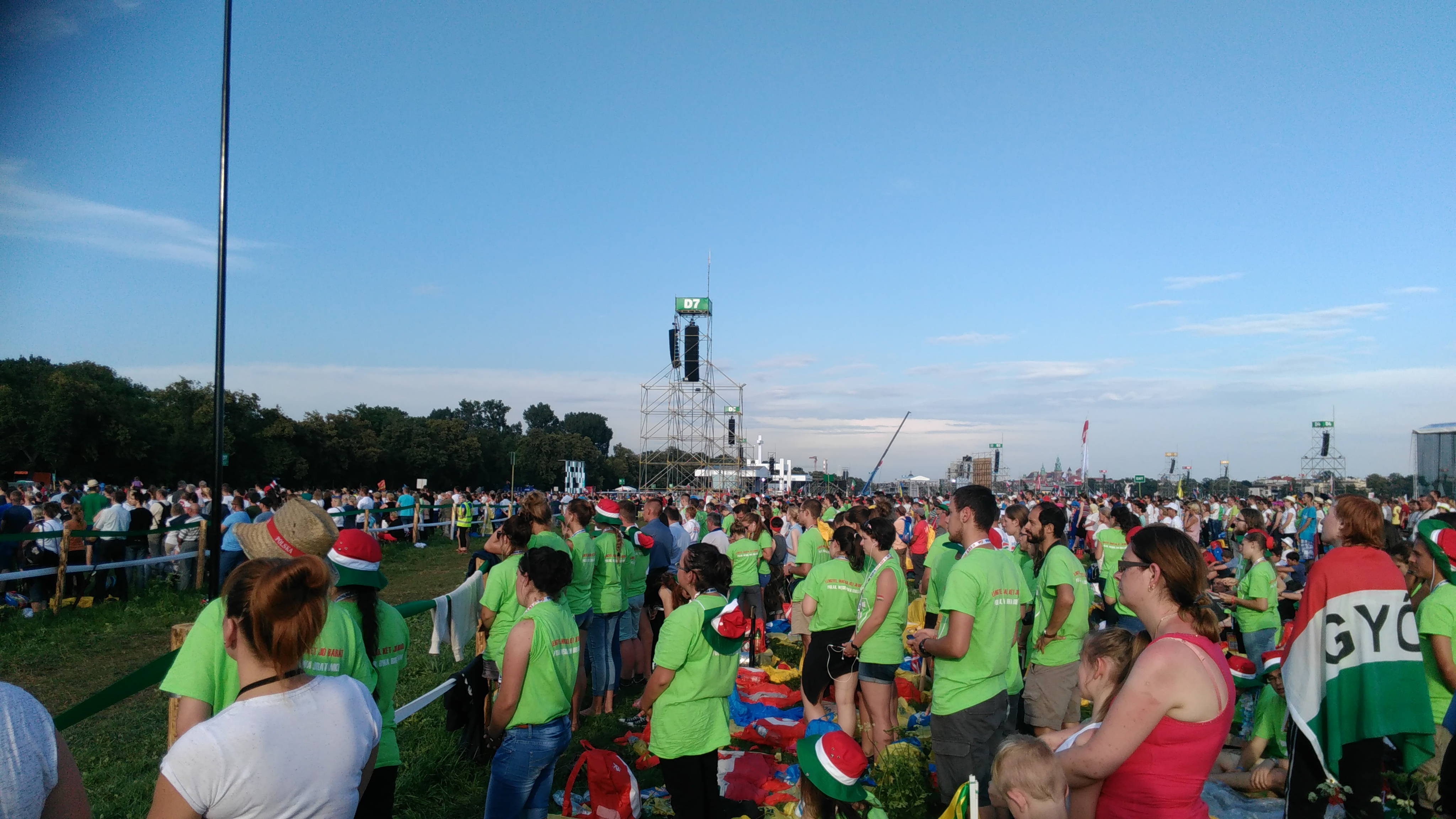
Magyarok a világtalálkozón

A 2016-os krakkói Ifjúsági Világtalálkozó (IVT 2016, angolul World Youth Day 2016 / WYD 2016)  a katolikus egyház által szervezett nemzetközi esemény, amelyre az egész világból érkeznek a fiatalok. A rendezvény középpontjában a Ferenc pápával való találkozás áll. A rendezvényt 2016. július 26. és 31. között tartják Krakkóban, ez a harmadik világtalálkozó Közép-Európában és a második Lengyelországban.
Az Ifjúsági Világtalálkozó az irgalmasság rendkívüli szentévének kiemelt eseménye. Fő témája: „Boldogok az irgalmasok, mert ők irgalmat nyernek.”

## Előzmények
A 2013-as riói világtalálkozó zárómiséjének végén jelentette be Ferenc pápa, hogy a következő IVT helyszíne Krakkó lesz.
Stanisław Dziwisz bíboros, krakkói érsek szerint a 2016-os világtalálkozónak különös jelentőséget ad, hogy egyben tiszteletadás szent II. János Pál pápa, az ifjúsági világtalálkozók alapítója előtt, akinek  Krakkó volt az otthona. Mivel a 2014-ben szentté avatott pápa rendkívül népszerű Lengyelországban, a találkozó bejelentését nagy lelkesedés fogadta és az összes lengyel egyházmegye támogatja az eseményt.

## Résztvevők
A szervezők közel két és fél millió résztvevőre számítanak a záró szentmisén. A magyar szervezők szerint több mint négyezer, a határon túliakkal együtt kb. ötezer magyar, 18 és 35 év közötti fiatal részvétele várható. 

## Központi programok
- Július 26. – Nyitó szentmise
- Július 27–29. – Püspöki katekézisek, ifjúsági fesztivál, hivatások expója
- Július 28. – A Szentatya fogadása
- Július 29. – Keresztút
- Július 30. – Zarándoklat, majd virrasztás a Szentatyával
- Július 31. – Záró szentmise

A világtalálkozó nyitó szentmiséjén a terrorizmus áldozataiért, köztük az aznap vértanúhalált szenvedett Jacques Hamel francia atyáért imádkoztak a résztvevők.
A világtalálkozó végén Ferenc pápa bejelentette, hogy a következő IVT-t 2019-ben Panamában tartják.